# Indústrias Mecánicas del Aire
Industrias Mecánicas del Aire fou una antiga indústria, possiblement vinculada a l'Exèrcit de l'Aire Espanyol, dedicada al manteniment de motors d'aviació, de la qual resta un antic motor Shvetsov M-25 que portava el Polikarpov I-16 de la guerra civil espanyola, exposat al Museo del Aire de Cuatro Vientos. Encara que porta una placa amb les característiques indicant que està refet l'any 5-44 i que és un Wright, és un Shvetsov (no s'ha d'oblidar que aquest motor es fabricava a la Unió Soviètica, sota llicència Wright R-1820).